# ステファン・イーチャー

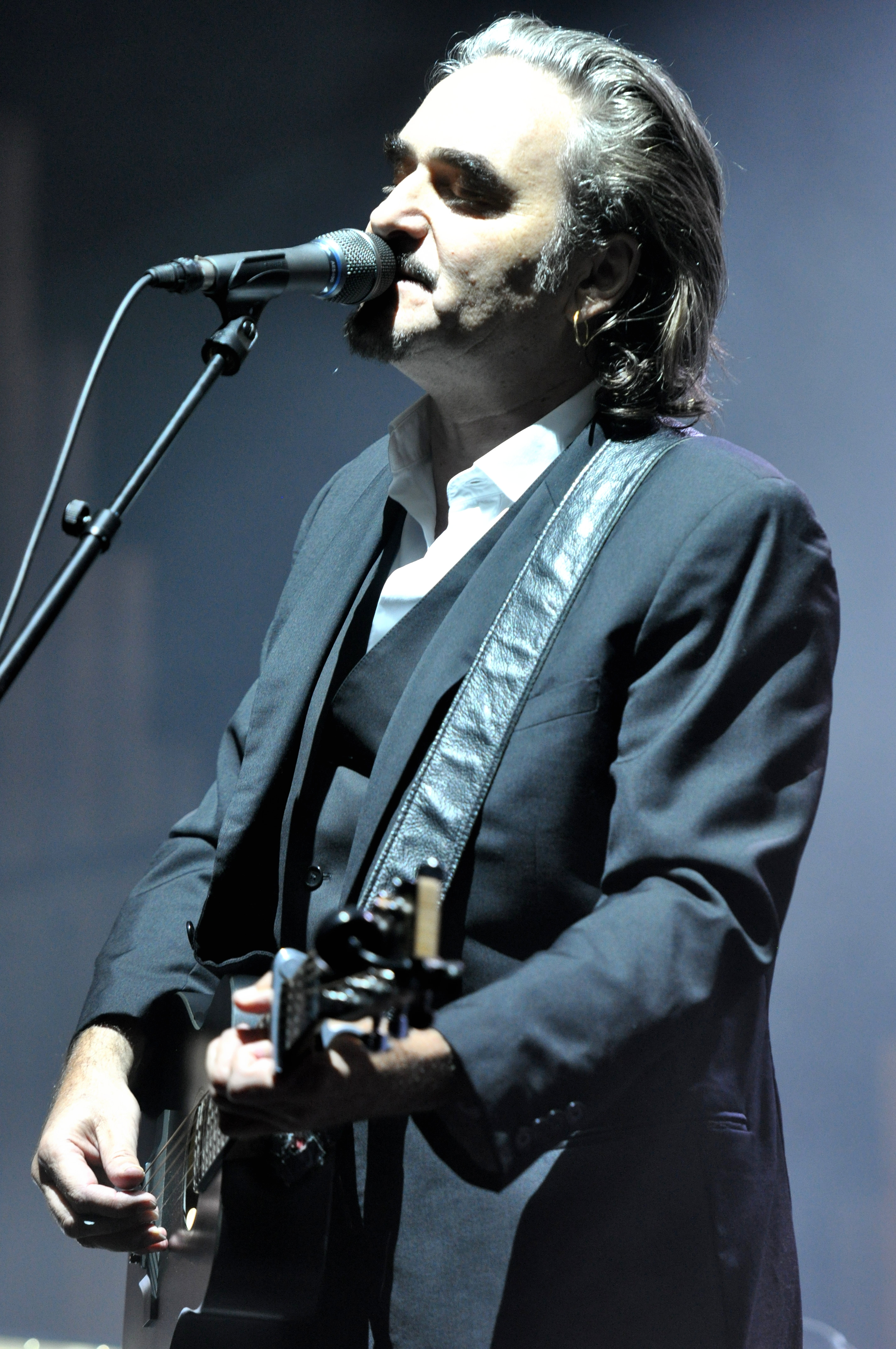
ニュルンベルクで開催されたBardentreffen音楽祭2015でのイーチャー

ステファン・イーチャー（Stephan Eicher 、1960年8月17日 - ）はスイスの歌手。フランス語、ドイツ語、英語、イタリア語、スイスドイツ語、ロマンシュ語など、さまざまな言語で歌う。 同じ作品で異なる言語を使うことさえある。彼の成功は1980年代にドイツ語圏の国々で始まり、バンドGrauzoneのメンバーとして「Eisbär」をヒットさせた。「CombiendeTemps」や「OhIronie」などのヒット曲で、彼の人気はヨーロッパ全体に広がり、フランスとスイスでさまざまなアルバムやツアーを成功させた。

## ディスコグラフィー
シングル
- Déjeunerenpaix （1991）

グラウゾンにて
- 「 Eisbär 」（1978）
- グラウゾン（1980）

ソロ
- スイスズボーイズ（1980）
- お土産（1982）
- Les Chansons Bleues （1983）
- I Tell This Night （1985）
- 沈黙（1987）
- マイプレイス（1989）
- エンゲルベルク（1991）
- カルカソンヌ（1993）
- Non Ci Badar、Guarda e Passa （1994）
- 1000 Vies （1996）
- ルーアンジュ（1999）
- ホテル* s （2001）
- タクシーヨーロッパ（2003）
- ツアータクシーヨーロッパ（2004）
- エルドラド（2007）
- L'Envolée （2012）
- 歌集（2017）
- HühwithTraktorkestar （2019）
- ホームレスの歌（2019）